# Tram van Alicante
De tram van Alicante is een van de vormen van openbaar vervoer in deze Spaanse havenstad en omgeving. De lijn L1 rijdt als tramtrein buiten de bebouwde kom, de lijnen L1 tot en met L4 rijden in het centrum als semimetro ondergronds, L5 rijdt als een reguliere tramlijn.  

## Geschiedenis
Het tramnet in Alicante is ontstaan in maart 1999 toen een 3,5 kilometer lange proeflijn in gebruik werd genomen.
In 2002 werd begonnen met de uitbreiding van de eerste tramlijn. Het baanvak Alicante - El Campello van de 93 kilometer lange smalspoorweg Alicante-Benidorm-Altea-Dénia werd omgebouwd tot tramlijn (elektrificatie en aanleg dubbelspoor). Op 15 augustus 2003 werd de stadstram in gebruik genomen. De tramlijn is ongeveer 14 kilometer lang, telt 14 haltes en loopt van de haven van Alicante via de kust naar het noordoosten (El Campello). Daar konden de reizigers overstappen op de dieseltrein richting Denia.
De tram in Alicante en de treindienst El Campello-Denia worden geëxploiteerd door Ferrocarrils de la Generalitat Valenciana (FGV), de smalspoorwegonderneming van de autonome regio Valencia. Op de tramlijn wordt slechts een halfuursdienst geboden (in de spits een 20-minutendienst).
Anno 2006 werd gewerkt aan de realisatie van een tramtreinverbinding tussen Alicante en Altea (51 km). De smalspoorlijn wordt daarvoor tot Altea geëlektrificeerd met 750 volt gelijkspanning, zodat de toekomstige tram-trainvoertuigen op het tramnet en op de smalspoorweg kunnen rijden. In het centrum van Alicante wordt een 3 kilometer lange tunnel met vier stations gebouwd. Er zijn ook plannen voor de aanleg van een tweede stadstramlijn.
De tramdienst wordt uitgevoerd met vijf lagevloertrams. Dit materieel - dat ook in Lissabon dienstdoet - is afkomstig van het trambedrijf van Valencia. Vervoerbedrijf FGV heeft inmiddels dertig Cityrunners voor Valencia en Alicante besteld, waarvan er waarschijnlijk 10 naar Alicante gaan. Voor de nieuwe tram-trainverbinding naar Altea heeft FGV 9 tram-trainvoertuigen besteld bij Alstom.

## Huidige status
De elektrificatie van de smalspoorlijn is momenteel gevorderd tot Benidorm. De tramtrein van lijn 1 rijdt vanaf El Campello over de oude geëlektrificeerde smalspoorlijn verder tot Benidorm. Daar kunnen de reizigers overstappen op de dieseltrein richting Denia.

## Lijnen in dienst
| Lijn                     | Eindstations                      | Lengte     | Stations       | Voertuig    | Platform | Frequentie |
| ------------------------ | --------------------------------- | ---------- | -------------- | ----------- | -------- | ---------- |
|                          | Luceros ↔ Benidorm                | 43,2 km    | 20 (8 gedeeld) | tramtrein   | 80 m     | 30 min     |
|                          | Luceros ↔ San Vicente del Raspeig | 9 km       | 14 (3 gedeeld) | tram        | 65 m     | 15 min     |
|                          | Luceros ↔ El Campello             | 14,1 km    | 17 (8 gedeeld) | tram        | 80 m     | 30 min     |
|                          | Luceros ↔ Plaza de la Coruña      | 10,039 km  | 18 (7 gedeeld) | tram        | 65 m     | 30 min     |
|                          | Benidorm ↔ Denia                  | 50,831 km  | 18 (1 gedeeld) | dieseltrein | 80 m     | 60 min     |
| TOTAAL actief (5 lijnen) | TOTAAL actief (5 lijnen)          | 127,175 km | 71             | —           | —        | —          |

## Lijnen gepland of in studie

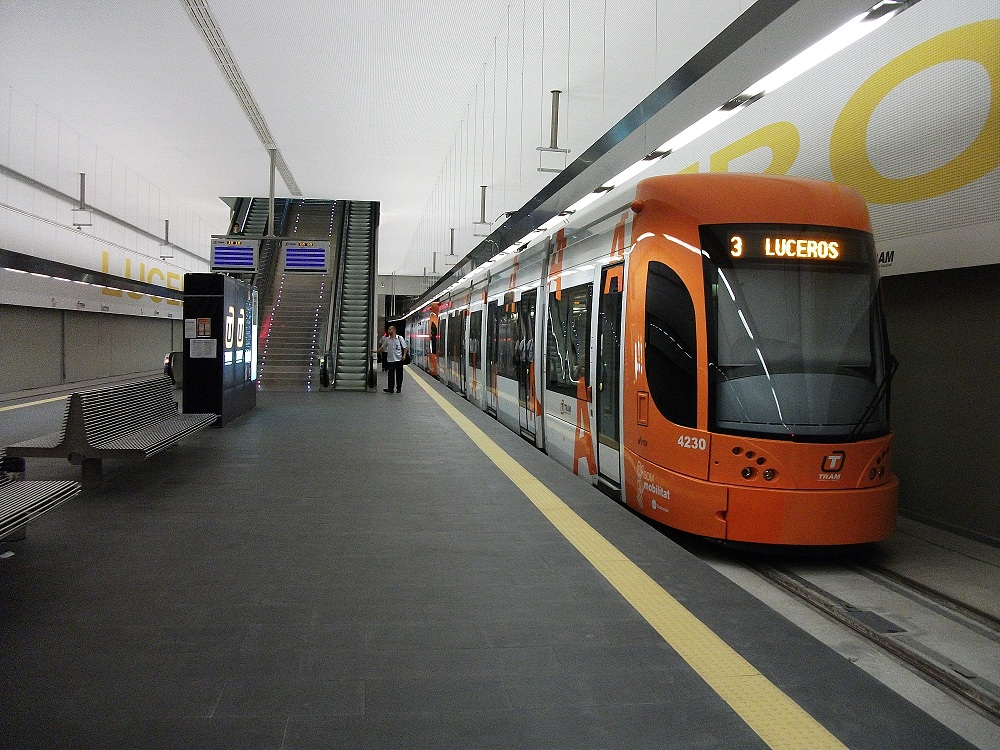
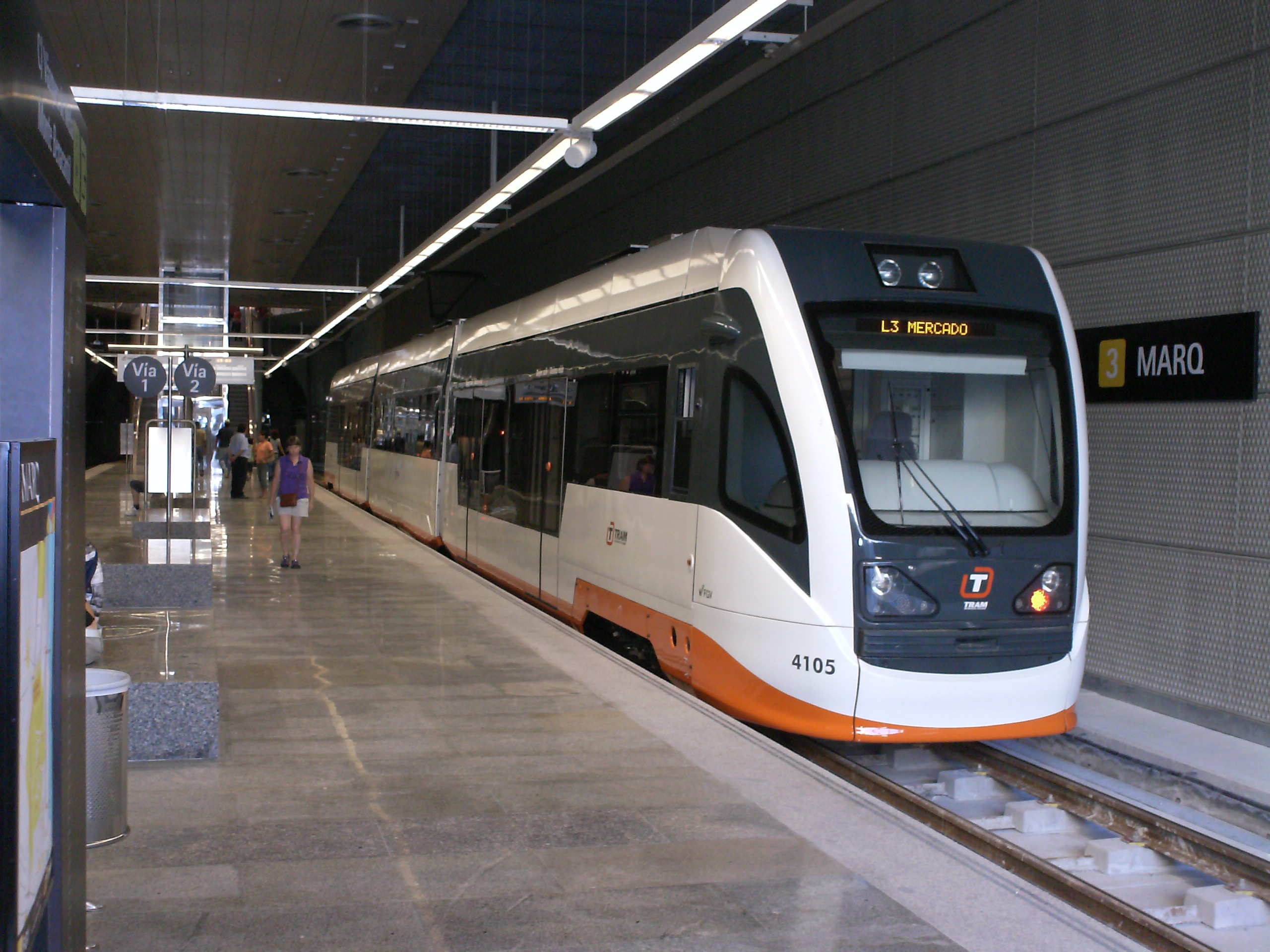
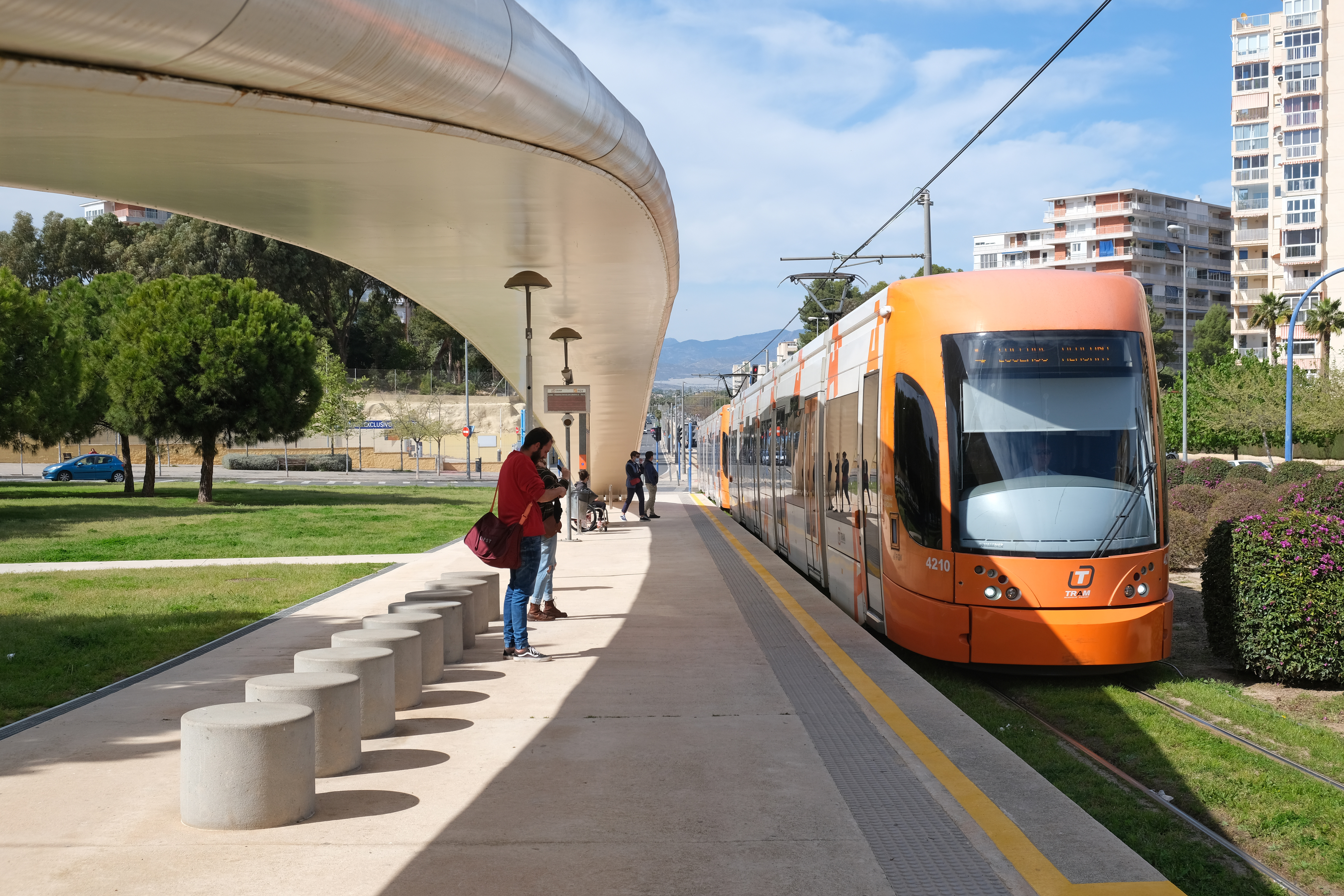
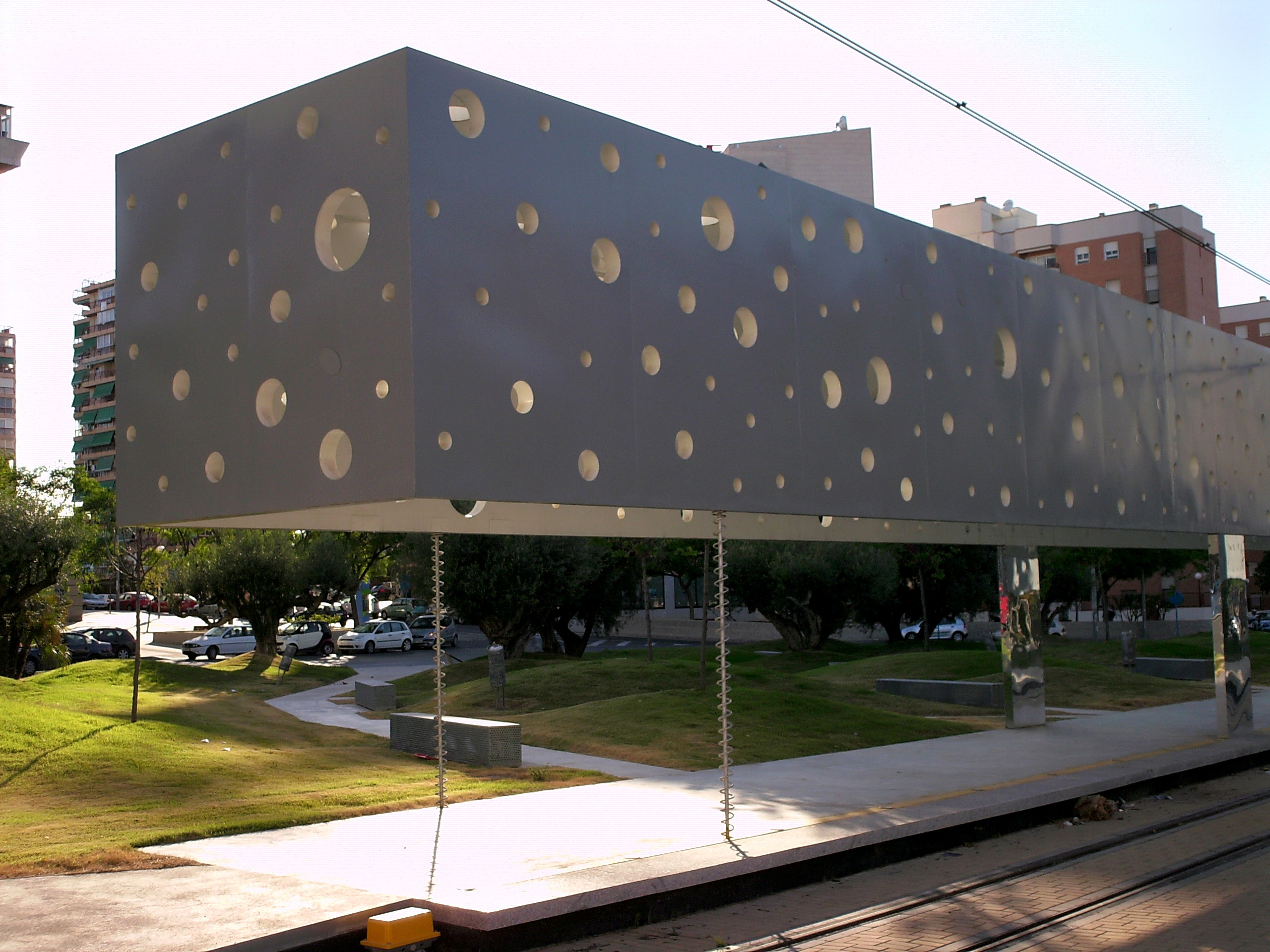
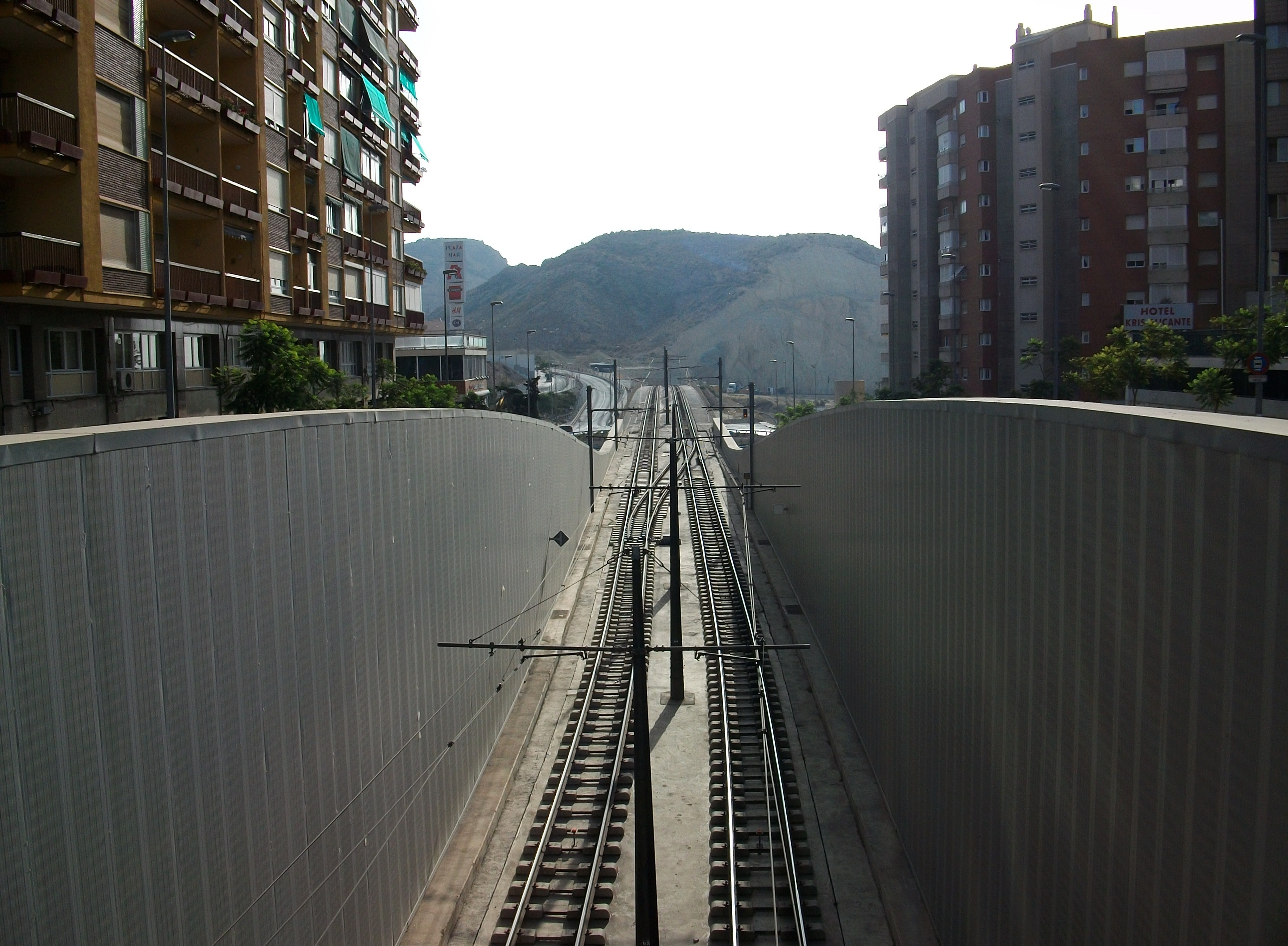

| Lijn                                   | Eindstations                                   | Lengte | Stations | Voertuig | Platform |
| -------------------------------------- | ---------------------------------------------- | ------ | -------- | -------- | -------- |
|                                        | La Vila Joiosa ↔ Algar (in studie)             | ?? km  | 14       | tram     | 80 m     |
|                                        | Estación Central ↔ Muchamiel (in studie)       | ?? km  | ??       | ??       | ?? m     |
|                                        | Estación Central ↔ Elche (in studie)           | ?? km  | ??       | ??       | ?? m     |
|                                        | Parque Temático ↔ Benidorm Centro (in project) | ?? km  | ??       | ??       | ?? m     |
| TOTAAL gepland of in studie (4 lijnen) | TOTAAL gepland of in studie (4 lijnen)         | ?? km  | ??       | —        | —        |